# Paridae
Os parídeos — também conhecidos como chapins — são pássaros que integram a família Paridae e habitam do Hemisfério Norte ao sul da África, muitos emitem um largo e complexo repertório vocal. O auge de sua diversidade é expressa nos Himalaias, onde as espécies exibem a maior pluralidade de cristas, máscaras, babadores e cores da família.

## Reprodução
Integram-se a bandos heterogêneos de múltiplas espécies, porém usualmente são monogâmicos na construção e habitação do ninho. Durante a primavera e o início do verão, o casal — fêmea e macho — defendem seu território de reprodução e criam sua prole. No final do verão, os jovens se dispersam de seu território natal e os adultos formam bandos com outros indivíduos não-parentais e coespecíficos — incluindo outras espécies.

## Sociabilidade
Dentro do bando é desenvolvido estável hierarquia de dominação e, consequentemente, o status social afeta a capacidade adaptativa de cada indivíduo devido à diferença no acesso ao alimento e aos parceiros sexuais, bem como diferença na exposição a predadores uma vez que os subordinados são forçados à forragear na periferia durante a exploração do grupo explora por alimentos.

## Hábitat
Os parídeos habitam desde florestas de coníferas no hemisfério norte à florestas úmidas no hemisfério sul, além disso um pequeno número de espécies ocupa desertos e hábitat semi-árido. Nidificam usualmente em cavidades de árvores e alguns em orifícios na terra, os ninhos são forrados com musgos e pêlos; ocupam tanto cavidades criadas por outros pássaros, como também são capazes de escavá-las quando o tronco está maleável devido ao apodrecimento.

## Gêneros
- Cephalopyrus - 1 espécie
- Sylviparus - 1 espécie
- Melanochlora - 1 espécie
- Periparus - 3 espécies
- Lophophanes - 2 espécies
- Baeolophus - 5 espécies
- Sittiparus - 5 espécies
- Poecile - 15 espécies
- Cyanistes - 3-5 espécies
- Pseudopodoces - 1 espécie
- Parus - 3-5 espécies
- Machlolophus - 5 espécies
- Melaniparus - 15 espécies